# Natalia Aszkenazy
Natalia Aszkenazy lub Natacha Eschkenazi oraz Askenazy, w późniejszym okresie także Natalia Drohojowska (ur. 5 czerwca 1915 w Moskwie, zm. w 1988 w Nowym Jorku) – polska dyplomatka, wykładowczyni i publicystka.

## Życiorys
Córka Alexandry Wadiaeff z rodziny Bukaran oraz warszawskiego bankiera Davida Askenazego. Jej krewnym był Szymon Askenazy. Ojciec zmarł 2 lata po jej narodzeniu. Matka Natalii przeniosła się wówczas do Rzymu, a następnie Paryża. Wyszła za mąż za bogatego przemysłowa Karola Sachsa. Rodzina osiadła w Warszawie, gdzie Natalia kształciła się w Liceum Francuskim. Studiowała w Lycée Victor-Duruy w Paryżu, Londynie i Warszawie, gdzie w 1933 uzyskała tytuł bakałarski. Następnie kształciła się w zakresie ekonomii i nauk społecznych na Uniwersytecie Genewskim, gdzie w 1938 uzyskała dyplom z nauk politycznych. Opanowała polski, angielski, francuski i niemiecki.
W 1939, jeszcze przed wybuchem wojny, Aszkenazy opuściła Polskę i przez Francję trafiła do Stanów Zjednoczonych. Po rozpoczęciu II wojny światowej dołączyła w Nowym Jorku do Międzynarodowego Czerwonego Krzyża. Następnie, jeszcze w 1939, została rzeczniczką prasową Ambasady RP w Waszyngtonie. Z uwagi na ustalenia wynikające z układu Sikorski-Majski została w 1941 skierowana do Ambasady RP w Moskwie, gdzie przebywała do 1943, kiedy ujawniono zbrodnię katyńską. Jej ówczesna praca obejmowała m.in. opiekę nad 1,5 mln Polaków przebywających wówczas w ZSRS oraz ewakuację polskich Żydów z ZSRS do Iraku. Miała być wówczas jedyną kobietą w moskiewskim korpusie dyplomatycznym i jedyną kobietą w polskiej dyplomacji. Podczas wojny wygłaszała w Stanach Zjednoczonych wykłady na temat swoich doświadczeń jako kobiety zdobytych podczas pracy w dyplomacji i o powojennych szansach dla Polaków. Jej „namiętny” wygląd i stylizacja miały być w równym stopniu przedmiotem dyskusji co jej przemówienia. Latem 1943 w Londynie wyszła za polskiego dyplomatę Jana Drohojowskiego (1901–1979). W 1944 zajęła się organizacją obchodów rocznicy uchwalenia polskiej konstytucji. W 1945 wraz z mężem zostali wysłani przez władze Polski Ludowej jako dyplomaci do Meksyku, gdzie Jan objął stanowisko posła. W 1947 w Meksyku urodził się ich jedyny syn Francisco (Pancho) Drohojowski. Ich dom stał się centrum spotkał intelektualistów i artystów. Dzięki zaangażowaniu na rzecz lokalnych społeczności, zyskała przydomek „Dobry Cień” („La Buena Sombra”). W meksykańskim San Sebastián Chimalpa ufundowała studnię i książki w 1950. Korespondowała z Pablo Nerudą i Gabrielą Mistral. Neruda dedykował jej w 1949 Canto General número 32. Następnie parała się pisarstwem i publicystyką. W 1950 małżeństwo zostało skierowane do Egiptu, gdzie Jan także objął stanowisko posła. W 1952 Drohojowski został uznany za persona non grata pod zarzutem spiskowania przeciwko monarchii. Sam został odwołany do Polski, Natalia zaś z synem udała się do Paryża. W 1957 otrzymała azyl polityczny w Meksyku. Pracowała w dziale public relations państwowej firmy naftowej. W 1962 założyła własną firmę PR. Została prezeską meksykańskiego oddziału Zonta International, globalnej organizacji wspierającej pozycję kobiet. W 1961 rozwiodła się z mężem, który mimo podejmowanych prób nie mógł wyjechać z Polski. W 1964 wyszła za Marcela Franco, osiadłego w Meksyku obywatela amerykańskiego. Zaangażowała się z nim w działalność Komisji Praw Człowieka ONZ, Międzynarodowego Trybunału Sprawiedliwości w Hadze, Instytutu Naukowego Weitzmana oraz Alliance Israélite Universelle.
Natalia Aszkenazy zmarła w 1988 w Nowym Jorku podczas wizyty u syna. Spoczęła w Cuernavaca w Meksyku pod drzewem, który jej syn nazwał Dobrym Cieniem.